# Tetroncium magellanicum
Tetroncium magellanicum là một loài thực vật có hoa trong họ Juncaginaceae. Loài này được Willd. miêu tả khoa học đầu tiên năm 1808.